# Volker Aßhoff
Volker Aßhoff ist ein ehemaliger deutscher Basketballspieler.

## Laufbahn
Aßhoff spielte in der Jugend des TV Arminius Wickede. Er gehörte ab 1976 zum Aufgebot des SSV Hagen in der Basketball-Bundesliga und blieb bis 1986 in der Mannschaft. Mit Hagen spielte er auch im Europapokal.
Aßhoff spielte 69 mal für die bundesdeutsche Nationalmannschaft und nahm unter anderem an der Europameisterschaft 1981 teil.
Als Trainer führte er den ASC 09 Dortmund 1989 zum Aufstieg in die 2. Basketball-Bundesliga.